# Morti nel 2024/Agosto
| Questa pagina contiene informazioni ricavate automaticamente dalle voci biografiche con l'ausilio del template Bio e di un bot. L'aggiornamento è periodico e automatico e ricostruisce completamente la pagina. Se manca una persona in questa lista, sei pregato di non aggiungerla, ma accertati piuttosto che la sua voce biografica contenga il template Bio e che i dati anagrafici siano correttamente compilati. Se il template Bio manca, inseriscilo tu stesso o, in alternativa, metti l'avviso {{tmp\|Bio}} che ne segnala la mancanza. Se i dati riportati sono sbagliati, correggi direttamente la voce biografica; le modifiche saranno visibili in questa lista entro pochi giorni. Per chiarimenti vedi il progetto biografie. La lista contiene solo le 182 persone che sono citate nell'enciclopedia e per le quali è stato implementato correttamente il template Bio. Pagina aggiornata al 18 ago 2025. |

- 1º agosto - Jürgen Ahrend, organaro tedesco (n. 1930)
- 1º agosto - Pina Bottin, attrice italiana (n. 1933)
- 1º agosto - Bertrand Fourcade, rugbista a 15, allenatore di rugby a 15 e dirigente sportivo francese (n. 1942)
- 1º agosto - Jesús Ponce Labastida, allenatore di calcio e calciatore messicano (n. 1929)
- 1º agosto - Craig Shakespeare, allenatore di calcio e calciatore inglese (n. 1963)
- 2 agosto - Jorge Bogarín, cestista paraguaiano (n. 1938)
- 2 agosto - Tommy Cassidy, calciatore e allenatore di calcio nordirlandese (n. 1950)
- 2 agosto - Sergio Codognato, calciatore e allenatore di calcio italiano (n. 1944)
- 2 agosto - Massimo Cotto, giornalista, disc jockey e scrittore italiano (n. 1962)
- 2 agosto - Nicolae Covaci, compositore, cantante e chitarrista rumeno (n. 1947)
- 3 agosto - Salvatore Giannone, velocista italiano (n. 1936)
- 3 agosto - Pasi Ikonen, orientista finlandese (n. 1980)
- 3 agosto - Mustapha Moussa, pugile algerino (n. 1962)
- 3 agosto - Roald Muggerud, calciatore norvegese (n. 1931)
- 3 agosto - Giorgio Sarto, architetto e politico italiano (n. 1941)
- 3 agosto - Mario Trufelli, giornalista, scrittore e poeta italiano (n. 1929)
- 4 agosto - Nicodème Anani Barrigah-Benissan, arcivescovo cattolico togolese (n. 1963)
- 4 agosto - Charles Cyphers, attore statunitense (n. 1939)
- 4 agosto - Tsung-Dao Lee, fisico cinese (n. 1926)
- 4 agosto - Miguel Ángel Gómez Martínez, compositore e direttore d'orchestra spagnolo (n. 1949)
- 4 agosto - Juan Ramón Martínez, calciatore salvadoregno (n. 1948)
- 5 agosto - Adílio, calciatore, giocatore di calcio a 5 e allenatore di calcio brasiliano (n. 1956)
- 5 agosto - John Aprea, attore statunitense (n. 1941)
- 5 agosto - George Herd, calciatore e allenatore di calcio scozzese (n. 1936)
- 5 agosto - Vjačeslav Ivanov, canottiere sovietico (n. 1938)
- 5 agosto - Sérgio Lopes, calciatore brasiliano (n. 1941)
- 5 agosto - Daniel Mañó, calciatore spagnolo (n. 1932)
- 5 agosto - Soterio Ramírez, cestista dominicano (n. 1967)
- 5 agosto - Jurij Skobov, fondista sovietico (n. 1949)
- 5 agosto - Francesco Surdich, storico italiano (n. 1944)
- 5 agosto - Patti Yasutake, attrice statunitense (n. 1953)
- 5 agosto - Caçulinha, musicista, polistrumentista e compositore brasiliano (n. 1938)
- 6 agosto - Jaume Alomar, ciclista su strada spagnolo (n. 1937)
- 6 agosto - James Bjorken, fisico statunitense (n. 1934)
- 7 agosto - Francesco Catanzariti, sindacalista e politico italiano (n. 1933)
- 7 agosto - Mario Del Treppo, storico italiano (n. 1929)
- 7 agosto - Franco Fumagalli, politico e dirigente d'azienda italiano (n. 1921)
- 7 agosto - Lino Jannuzzi, giornalista, sceneggiatore e politico italiano (n. 1928)
- 7 agosto - Ughetta Lanari, annunciatrice televisiva, conduttrice radiofonica e doppiatrice italiana
- 7 agosto - Jon McBride, astronauta statunitense (n. 1943)
- 7 agosto - Marie-Josée Roig, politica francese (n. 1938)
- 8 agosto - Buddhadeb Bhattacharjee, politico indiano (n. 1944)
- 8 agosto - Elizabeth Brown, storica statunitense (n. 1932)
- 8 agosto - Issa Hayatou, dirigente sportivo, cestista e velocista camerunese (n. 1946)
- 8 agosto - Harvey Marlatt, cestista statunitense (n. 1948)
- 8 agosto - Zoran Petrović, arbitro di calcio jugoslavo (n. 1952)
- 8 agosto - Jorge Rodríguez, calciatore messicano (n. 1968)
- 8 agosto - Dženan Uščuplić, calciatore e allenatore di calcio bosniaco (n. 1975)
- 9 agosto - Agostino Cordova, magistrato italiano (n. 1936)
- 9 agosto - Edit Getova, cestista e politica bulgara (n. 1955)
- 9 agosto - Elena Magoia, attrice e doppiatrice italiana (n. 1934)
- 9 agosto - Lebohang Morula, calciatore sudafricano (n. 1966)
- 9 agosto - Vincenzo Nacci, allenatore di pallavolo e pallavolista italiano (n. 1965)
- 9 agosto - Feliks Niedziółka, calciatore polacco (n. 1945)
- 9 agosto - Lee Spetner, fisico e biofisico statunitense (n. 1927)
- 9 agosto - Kevin Sullivan, wrestler statunitense (n. 1949)
- 9 agosto - Susan Wojcicki, imprenditrice statunitense (n. 1968)
- 10 agosto - Celestina Casapietra, soprano italiano (n. 1939)
- 10 agosto - Armando Cavaliere, attore italiano (n. 1943)
- 10 agosto - Peter Downsbrough, artista statunitense (n. 1940)
- 10 agosto - İlker Esel, cestista turco (n. 1941)
- 10 agosto - Bruno Frison, hockeista su ghiaccio italiano (n. 1936)
- 10 agosto - Rudolf Jelínek, attore e doppiatore ceco (n. 1935)
- 10 agosto - Tuire Kayapó, attivista brasiliana (n. 1970)
- 10 agosto - Liam Munroe, calciatore irlandese (n. 1933)
- 10 agosto - Galina Zybina, pesista, giavellottista e discobola sovietica (n. 1931)
- 11 agosto - Mario Brunetti, politico, giornalista e scrittore italiano (n. 1932)
- 11 agosto - Petko A. Petkov, compositore di scacchi bulgaro (n. 1942)
- 11 agosto - Noël Treanor, arcivescovo cattolico e diplomatico irlandese (n. 1950)
- 12 agosto - Ramiro Blacut, calciatore e allenatore di calcio boliviano (n. 1944)
- 12 agosto - Marinella Bortoluzzi, altista italiana (n. 1939)
- 12 agosto - Marc Bourrier, calciatore e allenatore di calcio francese (n. 1934)
- 12 agosto - Maria Bianca Cita, geologa e paleontologa italiana (n. 1924)
- 12 agosto - Cédric Daury, calciatore, allenatore di calcio e dirigente sportivo francese (n. 1969)
- 12 agosto - Richard Lugner, imprenditore, politico e personaggio televisivo austriaco (n. 1932)
- 12 agosto - Peter Sturrock, astrofisico britannico (n. 1924)
- 13 agosto - Riccardo Alderuccio, poeta italiano (n. 1925)
- 13 agosto - Sergio Donati, sceneggiatore e scrittore italiano (n. 1933)
- 13 agosto - Hettie Jones, scrittrice, poetessa e editrice statunitense (n. 1934)
- 13 agosto - Irina Pod"jalovskaja, mezzofondista sovietica (n. 1959)
- 13 agosto - Frank Selvy, cestista e allenatore di pallacanestro statunitense (n. 1932)
- 13 agosto - Herschell Turner, cestista statunitense (n. 1938)
- 14 agosto - Georges Corm, economista, storico e politico libanese (n. 1940)
- 14 agosto - Hermann Haken, fisico tedesco (n. 1927)
- 14 agosto - Soke Kubota Takayuki, karateka e maestro di karate giapponese (n. 1934)
- 14 agosto - Delbar Nazari, politica, insegnante e funzionaria afghana (n. 1956)
- 14 agosto - Paolo Ricca, teologo e pastore protestante italiano (n. 1936)
- 14 agosto - Gena Rowlands, attrice statunitense (n. 1930)
- 14 agosto - Aleksandr Ušakov, biatleta sovietico (n. 1948)
- 15 agosto - Ivair Ferreira, calciatore brasiliano (n. 1945)
- 15 agosto - Rowena Jackson, ballerina e direttrice artistica neozelandese (n. 1926)
- 15 agosto - Imre Komora, calciatore e allenatore di calcio ungherese (n. 1940)
- 15 agosto - Peter Marshall, attore, cantante e conduttore televisivo statunitense (n. 1926)
- 15 agosto - Jim McLaughlin, calciatore e allenatore di calcio nordirlandese (n. 1940)
- 15 agosto - Jack Russell, cantante statunitense (n. 1960)
- 16 agosto - Afa, wrestler samoano americano (n. 1943)
- 16 agosto - David Stuart Davies, scrittore e anglista britannico (n. 1946)
- 16 agosto - Domingo Pérez, calciatore uruguaiano (n. 1936)
- 17 agosto - Giulio Fiou, politico italiano (n. 1938)
- 17 agosto - Silvio Santos, conduttore televisivo, imprenditore e dirigente d'azienda brasiliano (n. 1930)
- 18 agosto - Ronald Borchers, calciatore tedesco (n. 1957)
- 18 agosto - Diletta D'Andrea, attrice italiana (n. 1942)
- 18 agosto - Alain Delon, attore, produttore cinematografico e cantante francese (n. 1935)
- 18 agosto - Phil Donahue, conduttore televisivo, conduttore radiofonico e produttore cinematografico statunitense (n. 1935)
- 18 agosto - Ruth Johnson Colvin, filantropa e scrittrice statunitense (n. 1916)
- 18 agosto - Franciszek Smuda, allenatore di calcio e calciatore polacco (n. 1948)
- 19 agosto - Maria Branyas, supercentenaria spagnola (n. 1907)
- 19 agosto - Michel Guérard, cuoco, scrittore e imprenditore francese (n. 1933)
- 19 agosto - Mike Lynch, imprenditore britannico (n. 1965)
- 19 agosto - Toussaint Natama, calciatore burkinabé (n. 1982)
- 19 agosto - Abramo Pagani, calciatore italiano (n. 1941)
- 20 agosto - Al Attles, cestista, allenatore di pallacanestro e dirigente sportivo statunitense (n. 1936)
- 20 agosto - Antonio Carmine Centi, politico italiano (n. 1944)
- 20 agosto - Humberto Maschio, calciatore e allenatore di calcio argentino (n. 1933)
- 20 agosto - Rafael Eleuterio Rey, vescovo cattolico argentino (n. 1933)
- 20 agosto - Atsuko Tanaka, doppiatrice giapponese (n. 1962)
- 20 agosto - Ratomir Tvrdić, cestista jugoslavo (n. 1943)
- 21 agosto - John Amos, attore statunitense (n. 1939)
- 21 agosto - Paquito García, calciatore e allenatore di calcio spagnolo (n. 1938)
- 21 agosto - Tim Hinkley, tastierista, pianista e musicista britannico (n. 1946)
- 21 agosto - Bill Pascrell, politico statunitense (n. 1937)
- 21 agosto - Gérard Pontais, cestista francese (n. 1928)
- 21 agosto - Hans Weiner, calciatore tedesco (n. 1950)
- 21 agosto - Primo Zamparini, pugile italiano (n. 1939)
- 22 agosto - Rodica Armion, cestista rumena (n. 1954)
- 22 agosto - Felice Maurizio D'Ettore, politico italiano (n. 1960)
- 22 agosto - Peter Lundgren, tennista e allenatore di tennis svedese (n. 1965)
- 22 agosto - Elena Mannini, costumista italiana (n. 1938)
- 22 agosto - Umberto Marcato, cantante italiano (n. 1930)
- 22 agosto - Gerald O'Collins, gesuita e teologo australiano (n. 1931)
- 22 agosto - Faruq al-Qaddumi, guerrigliero e politico palestinese (n. 1931)
- 23 agosto - Elio Battaglia, baritono italiano (n. 1933)
- 23 agosto - Ottaviano Del Turco, politico e sindacalista italiano (n. 1944)
- 23 agosto - Trude Dybendahl, fondista norvegese (n. 1966)
- 23 agosto - Russell Malone, chitarrista statunitense (n. 1963)
- 23 agosto - Christian Obi, calciatore e giocatore di calcio a 5 nigeriano (n. 1967)
- 23 agosto - Catherine Ribeiro, cantante e attrice francese (n. 1941)
- 24 agosto - Enzo Barazza, politico italiano (n. 1953)
- 24 agosto - Christoph Daum, calciatore e allenatore di calcio tedesco (n. 1953)
- 24 agosto - Arnaldo Nesti, sociologo, teologo e scrittore italiano (n. 1932)
- 24 agosto - Bobby Rascoe, cestista statunitense (n. 1940)
- 24 agosto - George Rhoden, velocista e mezzofondista giamaicano (n. 1926)
- 24 agosto - Christos Yannaras, teologo greco (n. 1935)
- 25 agosto - Selim al-Hoss, politico libanese (n. 1929)
- 25 agosto - Claude Marquis, cestista francese (n. 1980)
- 25 agosto - Michel Siffre, geologo, speleologo e esploratore francese (n. 1939)
- 26 agosto - Sven-Göran Eriksson, allenatore di calcio e dirigente sportivo svedese (n. 1948)
- 26 agosto - Sid Eudy, wrestler statunitense (n. 1960)
- 26 agosto - Alexander Goehr, compositore britannico (n. 1932)
- 26 agosto - Nojim Maiyegun, pugile nigeriano (n. 1944)
- 26 agosto - Na Jeong-seon, cestista e allenatrice di pallacanestro sudcoreana (n. 1941)
- 26 agosto - Claudio Venanzetti, politico italiano (n. 1928)
- 27 agosto - Sergio Asteriti, fumettista italiano (n. 1930)
- 27 agosto - Renzo de' Vidovich, politico e giornalista italiano (n. 1934)
- 27 agosto - Thomas Geve, scrittore e ingegnere israeliano (n. 1929)
- 27 agosto - Juan Izquierdo, calciatore uruguaiano (n. 1997)
- 27 agosto - Charlotte Kretschmann, supercentenaria tedesca (n. 1909)
- 27 agosto - Leonard Riggio, imprenditore, filantropo e allevatore statunitense (n. 1941)
- 28 agosto - Andreas Dückstein, scacchista austriaco (n. 1927)
- 28 agosto - Giovanna Assunta Gualdi, calciatrice italiana (n. 1950)
- 29 agosto - Asle Arntsen, calciatore norvegese (n. 1948)
- 29 agosto - Kurt Bendlin, multiplista tedesco (n. 1943)
- 29 agosto - Johnny Gaudreau, hockeista su ghiaccio statunitense (n. 1993)
- 29 agosto - Mihaela Peneș, giavellottista rumena (n. 1947)
- 29 agosto - Ronald Shusett, sceneggiatore e produttore cinematografico statunitense (n. 1935)
- 29 agosto - Jean-Charles Tacchella, regista e sceneggiatore francese (n. 1925)
- 29 agosto - Pilar Victoriá, pallavolista portoricana (n. 1995)
- 29 agosto - Adolfo Calisto, calciatore portoghese (n. 1944)
- 30 agosto - Saki Aida, sceneggiatrice giapponese (n. 1990)
- 30 agosto - Fatman Scoop, rapper e conduttore radiofonico statunitense (n. 1971)
- 30 agosto - Daniela Hodrová, scrittrice e critica letteraria ceca (n. 1946)
- 30 agosto - Shridath Ramphal, politico e diplomatico guyanese (n. 1928)
- 30 agosto - Vittorio Silvestrini, fisico e scrittore italiano (n. 1935)
- 30 agosto - Tūheitia Paki, sovrano neozelandese (n. 1955)
- 30 agosto - Robertas Žulpa, nuotatore e traduttore sovietico (n. 1960)
- 31 agosto - Souleymane Bamba, calciatore e allenatore di calcio ivoriano (n. 1985)
- 31 agosto - Mislav Bezmalinović, pallanuotista jugoslavo (n. 1967)
- 31 agosto - Sonny King, wrestler statunitense (n. 1945)
- 31 agosto - Henri Leclerc, avvocato e attivista francese (n. 1934)
- 31 agosto - Karl-Heinz Luck, combinatista nordico tedesco (n. 1945)
- 31 agosto - Abd al-Rahman al-Milad, militare e criminale libico
- 31 agosto - Maria do Carmo Alves, politica e avvocata brasiliana (n. 1941)